# Mecha di Code Geass: Lelouch of the Rebellion
I knightmare frame (ナイトメアフレーム?, naitomea furēmu) sono dei robot giganti che compaiono nelle serie anime Code Geass: Lelouch of the Rebellion. 
Sono usati in combattimento come un'evoluzione dell'armamento tradizionale. Alla base del loro funzionamento vi è la sakuradite, un raro minerale dalle proprietà superconduttive. L'importanza strategica dell'elemento in campo militare e tecnologico ha portato l'Impero di Britannia ad attaccare e conquistare il Giappone, che possiede circa il 70% delle riserve mondiali di sakuradite. In seguito, la nazione insulare è stata trasformata in un distretto dell'Impero e rinominata Area 11.

Il Lancelot, uno dei knightmare frame più rappresentativi della serie

## Modelli di knightmare frame

### Glasgow
Il Glasgow (グラスゴー?, Gurasugō) è un knightmare frame di quarta generazione da produzione di massa, utilizzato come truppa principale dall'esercito del Sacro Impero di Britannia durante l'invasione del Giappone, e in seguito anche dai terroristi. È solitamente dotato di mitragliatore, slash harken, montati sulle giunture delle spalle, e pugnale d'assalto, oppure due tonfa. Durante gli eventi di Code Geass: Lelouch of the Rebellion è già uscito di produzione, in favore di modelli più avanzati come il Sutherland.

### Sutherland
Il Sutherland (サザーランド?, Sazārando) è il primo modello della quinta generazione. Viene utilizzato come truppa d'assalto dall'esercito britanno, ed è il primo knightmare frame guidato (occasionalmente) da Lelouch. Nella seconda serie vengono presentati alcuni Sutherland dotati di Float System per volare.

### Burai
Il Burai (無頼?, Burai) frame di 4 generazione viene usato dall'Ordine dei Cavalieri Neri.
Il leader, Zero, ne usa uno personale nella prima stagione e in parte della seconda, all'inizio della quale, invece, il frame viene adoperato da C.C..

### Portman
Il Portman (ポートマン?, Pōtoman) è un modello di knightmare frame di quarta generazione, progettato dall'Impero di Britannia specificatamente per il combattimento subacqueo. È armato con missili subacquei e piccoli mitragliatori sul petto. Si tratta comunque di un mezzo anfibio che può essere utilizzato anche a terra, anche se le sue abilità combattive risultano in questo caso ridotte. Nella serie Code Geass: Lelouch of the Rebellion R2 viene sostituito da una sua versione migliorata, il Portman II (ポートマンII?, Pōtoman II).

### Gloucester
Il Gloucester (グロースター?, Gurōsutā) usa pugnali e tonfa, ed è dotato di una gigantesca lancia che utilizza a distanza ravvicinata. Viene usato dalla principessa Cornelia e dalla sua scorta, i Glaston Knights. Nella seconda serie tali mezzi costituiscono l'unità di base dell'esercito britanno e vengono equipaggiati con il Float System e due lanciamissili montati sopra le spalle.

### Raikou
Il Raikou (雷光?, Raikō, lett. "fulmine") è una pesante arma d'assedio sviluppata dal Fronte di Liberazione Giapponese e costituita da quattro unità Glasgow. Il Raikou monta un grande cannone elettromagnetico che spara delle bombe a grappolo in grado di perforare con facilità knightmare frame o altri obiettivi. Inoltre, per la sua difesa personale, il Raikou è allestito con quattro linear cannon agganciati alle giunture delle spalle dei Glasgow che gli fanno da supporto. È pilotato da due addetti: un operatore e un cannoniere. Venne schierato dal Fronte di Liberazione nel tentativo di occupare l'hotel del lago Kamigawa. Un secondo modello fu utilizzato dai cavalieri neri durante la battaglia degli insediamenti di Tokyo sul finire della seconda serie.

### Burai Kai
Il Burai Kai (無頼改?, Burai Kai) è una versione potenziata del Burai utilizzato dal colonnello Tōdō e dai suoi sottoposti, le quattro Spade Sacre, durante la battaglia di Narita. Esso rinuncia al mitragliatore per equipaggiarsi di katane energizzate in grado di tagliare facilmente l'armatura dei knightmare nemici. È in grado di tenere testa ai Gloucester britanni.

### Gekka
Il Gekka (月下?, Gekka, lett. "chiaro di luna") è un modello di knightmare frame di settima generazione utilizzato dalle quattro Spade Sacre. La sua struttura è basata su quella del Guren. È un mezzo studiato prevalentemente per il combattimento ravvicinato, con equipaggiate katane energizzate, un mitragliatore sull'avambraccio sinistro, uno slash harken nella parte sinistra del petto e fumogeni per coprire la fuga. Il modello di Todou differisce leggermente dagli per il colore (nero, e non grigio-celeste) e per due "criniere" che pendono ai lati del mezzo. 
Nella seconda serie, dopo l'esilio nella Federazione cinese, l'Akatsuki (暁?, Akatsuki), una versione potenziata del Gekka, viene usato come unità base dall'ordine dei cavalieri neri. Ai modelli viene aggiunto il Float System, un mitragliatore più potente sull'avambraccio sinistro (e in alcuni casi anche due più piccoli che spuntano dalla base del collo) e tre piccoli missili in grado di emettere un impulso di radiazione montati sull'avambraccio destro.

### Lancelot
Il Lancelot (ランスロット?, Ransurotto), il cui nome completo è "Arma semovente Z-01 Lancelot", è il knightmare pilotato da Suzaku Kururugi. Progettato dal conte Lloyd, è il primo frame di settima generazione esistente. L'abilità del pilota e la potenza del mezzo ne fanno una tra le armi più potenti a disposizione dell'Impero di Britannia. Il Lancelot é equipaggiato con scudi ad energia, spade MVS (Maser Vibration Sword, una sorta di lama energizzata), fucile ad antimateria VARIS, quattro slash harken e, in seguito, viene dotato anche di un Float System per volare. Il suo nome deriva dal celebre cavaliere della Tavola rotonda Lancillotto.
Nella seconda stagione, il Lancelot è stato potenziato, ed ha nome Lancelot Conquista (ラン スロット コンクエ スター?, Ransurotto Konkuesutā) .È dotato di Hadron Blaster (ottenuto collegando il VARIS ad un amplificatore sulla spalla) e del Core Luminous (uno scudo di energia che forma un prisma difensivo attorno all'intero knightmare). Inoltre, sulle gambe sono posti dei dispositivi luminosi che aumentano i danni inflitti dai calci. L'unico nucleo luminoso del Lancelot è stato messo a punto e perfezionato, aumentando notevolmente la potenza del frame in battaglia.
Successivamente, viene sviluppato il Lancelot Albion (ラン スロット アルビオン?, Ransurotto Arubion), di nona generazione. Il suo design si differenzia radicalmente da quello dei suoi predecessori, a partire dalle maggiori dimensioni. L'Albion mantiene tutti i suoi precedenti armamenti e difese, in versioni migliorate e potenziate. È equipaggiato, ad esempio, con ben due fucili VARIS a doppia canna che possono sparare colpi di antimateria oppure un raggio Hadron , la potenza dei colpi è liberamente regolabile e possono essere agganciati alla vita quando non sono in uso. Gli schermi di protezione sono più efficaci ed estesi. Il Lancelot Albion ha un sistema di ala di energia con tre piume che lo rendono il knightmare più veloce insieme al Guren Seiten hakkyoku-shiki . Le ali possono sparare decine di proiettili di energia su una vasta area, ciascuno capace di distruggere un knightmare non schermato in un solo colpo. Inoltre è un mezzo anfibio come lo Shinkirō.

### Guren MK-II
Il Guren Mk-II (紅蓮弐式?, Guren Nishiki, lett. "loto cremisi tipo-02") è un prototipo di knightmare frame di settima generazione progettato dalla scienziata indiana Rakshata Chawla. Guidato dall'asso dell'Ordine dei Cavalieri Neri e guardia del corpo di Zero, Kallen Kozuki, è lo strumento più potente in mano alla resistenza giapponese. Ha uno Slash Harken nella parte sinistra del petto, il braccio sinistro dotato di un piccolo mitragliatore (posto sull'avambraccio), e nella mano sinistra impugna un pugnale d'assalto; ma la caratteristica principale del Guren è il suo speciale braccio destro, in grado di emettere impulsi elettromagnetici a distanza ravvicinata, capaci di distruggere i knightmare nemici con un solo colpo e di fare da scudo.
Nella seconda metà della serie, il Guren viene potenziato, evolvendosi nel Guren Kashōshiki (紅蓮可翔式?). Questa versione migliorata viene dotata di ali, il braccio destro equipaggiato con un generatore di onde radianti molto più potente (in grado di sparare un raggio continuo a lunga distanza o di diffondere l'energia in una vasta area), e sulla schiena viene montato un compartimento per la Gefjun Net, arma sviluppata da Rakshata e composta da dei dispositivi volanti che si dispongono attorno ai knightmare nemici e generano un campo di impulsi in grado di disattivare i frame avversari o quantomeno di rallentarli.
Il Guren Kashōshiki viene ulteriormente modificato dalla scienziato britanno Lloyd e dalla sua assistente Cecile, diventando il Guren Seiten Hakkyoku-shiki (紅蓮聖天八極式?), dove Hakkyoku-shiki è traducibile come "Otto elementi". Il Float Sistem viene modificato con l'aggiunta delle Energy Wing, che, oltre a rendere il knightmare estremamente veloce, possono essere utilizzate come scudo o arma; il pugnale della mano sinistra è una Mvs; il Guren Kashōshiki presenta due grandi Slash Harken sulle spalle; lo scudo ad impulso di radiazione è stato potenziato, ed è capace di fermare anche il colpo di un Cannone Hadron; l'avambraccio destro può essere lanciato in volo, direzionato da piccoli reattori, e riagganciato al braccio tramite un cavo che si trascina dietro; questo stesso braccio, inoltre, può condensare l'impulso di radiazione in una lama circolare, che viene scagliata contro gli avversari.

### Gawain
Il Gawain (ガウェイン?, Gau~ein) è il prototipo di un knightmare frame di settima generazione dell'Impero di Britannia, rubato da Lelouch/Zero, che ne farà il suo mezzo personale. Le modifiche apportate da Rakshata grazie ai suoi studi sul Gefjun Net (campo di impulsi in grado di disattivare o rallentare i knightmare nemici) permettono di completare il cannone Hadron e di rendere il Gawain un mezzo stealth. Questo frame è doppiamente più grande rispetto agli altri, e la cabina del pilota ospita due persone: Lelouch comanda le armi del Gawain, guidato da C.C.; inoltre è il primo mezzo a possedere un Float System per volare e cannoni Hadron montati sulle spalle. Le dita delle mani del knightmare sono degli Slash Harken e il loro cavo metallico è abbastanza robusto e sottile da poter immobilizzare e tagliare i frame nemici.

### Siegfried
Il Siegfried è un mecha sviluppato in segreto, con fondi della famiglia imperiale, all'interno di un progetto denominato Code R. Dall'aspetto massiccio e privo di arti, il Sigfried viene classificato come "Giga Fortress", piuttosto che come knightmare frame. Appare nell'ultimo episodio della prima serie, guidato da Jeremiah Gottwald, e nella seconda serie, pilotato da V.V.. Invece dei tradizionali comandi manuali, per essere pilotato sfrutta un collegamento nervoso diretto tra pilota e macchina. È un mezzo cinque o sei volte più grande di un normale knightmare e di forma sferica. Per spostarsi è dotato di Float System. In combattimento si scaglia contro il nemico ruotando e lanciando cinque giganteschi Slash Harken (grandi quanto un normale knightmare). La rotazione unita alla sua corazza elettromagnetica lo rendono in grado di respingere proiettili e persino colpi di cannone Hadron; la stessa corazza elettromagnetica può essere utilizzata come arma, poiché il pilota ha la possibilità di emettere una potente scarica elettrica per distruggere i mezzi nemici che si attaccano alla sua corazza.
Dopo la sua distruzione, il Siegfried viene ricostruito da Rakshata in una nuova Giga Fortress chiamata Sutherland Sieg. Questo mecha, pilotato sempre da Jeremiah, è basato sul Sigfried che è stato ristrutturato attorno a un Sutherland. Esso presenta ancora i cinque giganteschi Slash harken, che però adesso vengono utilizzati per emettere potenti scariche elettriche; sulla schiena sono montati due lanciamissili in grado di lanciare in una sola raffica dodici missili; il mezzo utilizza l'impulso di radiazione per difendersi; nella parte inferiore è dotato di un gigantesco fucile in grado di scagliare proiettili di grande potenza.

### Shen Hu
Lo Shen Hu (神虎?, Shen Hu, lett. "tigre divina" in cinese) è un knightmare frame sviluppato dal team di Rakshata per l'India ed in seguito ceduto alla Federazione cinese. Pilotato da Li Xingke, esso è dotato di Float System, è equipaggiato con degli Slash Harken su dei supporti mobili montati sugli avambracci che permettono di far ruotare l'arma attorno al polso consentendo di portare a segno potentissime sferzate (oppure agire come scudo contro proiettili di modeste dimensioni), mentre nel petto presenta il cannone Tengaku Haoh a particelle ionizzate, di potenza pari al cannone Hadron ed al generatore di impulsi radianti. Come arma principale utilizza una corta spada di potenza pari a una MVS, la cui lama può spuntare liberamente da entrambe le estremità dell'elsa. La sua potenza potrebbe essere molto superiore a quella mostrata, in quanto Xingke stesso afferma di utilizzarlo solo al 40% della sua potenza. La stessa Rakshata, infatti, ha dichiarato di aver creato lo Shen Hu su settaggi tanto alti che nessun pilota era stato in grado di controllare al meglio il knightmare.

### Zangetsu
Lo Zangetsu (斬月?, Zangetsu) è un Akatsuki modificato, pilotato dal generale Todou. È equipaggiato di Float System, di uno Slash Harken nella parte sinistra del petto, di due mitragliatori a scomparsa alla base del collo e di uno scudo basato sull'impulso di radiazione situato su una sporgenza della testa. Inoltre la sua katana è dotata di piccoli reattori sulla lama che permettono improvvisi spostamenti della spada per mettere a segno attacchi fulminei, mentre nella parte finale dell'impugnatura è presente uno Slash Harken.

### Vincent
Il Vincent (ヴィンセント?, Vinsento) è il prototipo per la produzione di massa di settima generazione basato sul Lancelot. In grado di volare, è dotato di due Slash Harken, posizionati ai lati del bacino, di MVS, di due percussori energetici posti sui gomiti e di un fucile mitragliatore agganciato al backpack; inoltre, le due MVS possono essere unite tra loro per formare una lancia dotata di lame ad entrambe le estremità. Il primo modello a comparire nella storia è pilotato da Rolo all'inizio della seconda serie. Giudicato un successo, il Vincent viene implementato come Nightmare di base dei reparti dell'esercito britanno. Anche Suzaku ne pilota uno nell'attesa che Lloyd e Cecile completino il Lancelot Albion.
Il Vincent appare anche in Code Geass: Nightmare of Nunnally, manga spin-off della serie televisiva, dove però appartiene ad un altro personaggio, ovvero Rolo Vi Britannia.

### Tristan
Il Tristan (トリスタン?, Torisutan) è un Nightmare di ottava generazione, sviluppato dall'Impero di Britannia. La sua caratteristica è quella di potersi trasformare da unità aerea a knightmare e viceversa. La sua arma principale è un lungo bastone con due lame disposte perpendicolarmente all'asta a ogni estremità, mentre i suoi Slash Harken sono dotati di due piccoli reattori che permettono di poterli manovrare in volo. Questi Slash Harken possono essere anche uniti in volo per far sì che emettano un potente raggio (potente quanto un cannone Hadron). È pilotato dal Knight of Three Lord Gino Weinberg.
In seguito alla sconfitta di Gino per mano di Suzaku, il Tristan viene ricostruito dal team di Rakshata e rinominato Tristan Divider (トリスタン・ディバイダー?, Torisutan Dibaidā). Esso presenta anche elementi recuperati dal distrutto Galahad.

### Mordred
Il Mordred (モルドレッド?, Morudoreddo) è il knightmare frame del Knight of Six Lady Anya Alstreim. Estremamente possente e corazzato (distrugge a mani nude un Gekka che non riesce nemmeno a scalfirlo con la sua spada), è in grado di trasformare gli spallacci in un quadruplice cannone Hadron (lo Stark Hadron), di creare attorno a sé uno scudo Core Luminous e di lanciare una serie di piccoli missili per attacchi a distanza ravvicinata dal petto, dai polsi e dalle gambe.

### Shinkiro
Lo Shinkiro (蜃気楼?, Shinkirō, lett. "miraggio") è un knightmare frame trasformabile di ottava generazione, costruito per uso personale di Zero. Dotato di Float System per volare, possiede il "Campo di difesa assoluta" (绝対守护领域?, Shugo ryōiki zettai),un sistema capace di creare degli scudi energetici esagonali che possono essere poi proiettati su qualsiasi parte del knightmare. I suoi Blaze Luminous, simili a quelli del Gawain, seguono la traiettoria dei proiettili in arrivo e spostano gli scudi di conseguenza, dando allo Shinkirō il più alto potere difensivo visto nell'opera. Il sistema, controllato da alcune tastiere situate nella cabina di pilotaggio, richiede calcoli estremamente complessi per formare barriere efficaci, tanto che è necessario un intelletto acuto come quello di Lelouch per utilizzarlo al suo pieno potenziale.
La sua arma principale è il cosiddetto "Cannone Zero" (拡散构造相転移炮?, Kakusan kozo shō teni ho). Quando viene attivato, un raggio laser di forza paragonabile al cannone hadron viene sparato dal torace dello Shinkirō inoltre sempre nel torace è presente un prisma che può essere lanciato e direzionato .Il knightmare spara poi il potente fascio di luce sul prisma, che riflette decine di laser puntiformi dall'effetto distruttivo. Le schermature difensive del petto devono essere però disattivate per poter utilizzare quest'arma. Sulla parte interna dei polsi presenta due piccoli cannoni Hadron in grado di scagliare sfere di energia. Dal knightmare può anche essere sparato un proiettile che si apre facendo fuoriuscire una miriade di piccoli specchi esagonali, che Lelouch usa per poter dare ordini col Geass anche senza guardare in faccia l'avversario. Esso è inoltre un mezzo anfibio, e sia sott'acqua che in aria può ripiegarsi su se stesso, assumendo una forma molto più aerodinamica.

### Akatsuki
L'Akatsuki (暁直参仕様?, Akatsuki Jikisan Shiyō) è un knightmare frame usato dai Cavalieri Neri in Code Geass: Lelouch of the Rebellion R2. C.C. ne pilota una variante rosa, per gran parte della serie citata.

### Percival
Il Percival (パーシヴァル?, Pāshivaru) è il knightmare frame del Knight of Ten Lord Luciano Bradley. Dotato di Float System, sull'avambraccio destro presenta quattro artigli che messi in rotazione attorno al polso creano una potente lancia in grado di trapassare praticamente qualsiasi cosa; sul braccio sinistro reca uno scudo che si apre nel mezzo diventando un lanciamissili; nel punto in cui le gambe si congiungono al bacino sono nascosti due cannoni Hadron; il corno sulla fronte è uno Slash Harken.

### Galahad
Il Galahad (ギャラハッド?, Gyarahaddo) è il knightmare frame del Knight of One Lord Bismarck Waldstein. È equipaggiato con Float Sistem, con un sistema protettivo basato su uno scudo di energia sui polsi e vari Slash Harken nelle dita. Usa anche una spada MVS chiamata Excalibur, che solitamente porta sulla schiena, grande quanto il mecha stesso. L'Excalibur è abbastanza resistente da distruggere l'armatura di un altro knightmare con un singolo colpo, ed è in grado di generare un campo di energia che può bloccare anche potenti esplosioni, come quella del cannone dello Shen Hu.

### Gareth
Il Gareth (ガレス?, Garesu) è il knightmare frame per la produzione di massa, basato sul modello del Gawain e in dotazione alle forze britanne. Dotato di Float System, la sua arma principale consiste nei due cannoni Hadron che sostituiscono gli avambracci. Come arma secondaria utilizza dei lanciamissili posti sulle spalle e ai lati del petto e delle gambe.

### Alexander
L'Alexander (アレグサンダー?, Aregusandā) è un knightmare frame di sesta generazione utilizzato da Akito Hyūga e dagli altri membri dell'unità wZERO durante gli eventi di Akito the exiled 